# دار المنهاج
دار المنهاج للنشر والتوزيع وهي دار نشر سعودية تأسَّست بمدينة جدة عام 1415 هـ الموافق 1995 م على يد عمر سالم باجخيف، مع خبرة سابقة لمؤسِّسها في مجال النشر من سنة 1405 هـ الموافق 1985م.

## المنهج والرؤية
تتبنى الدار منهجًا علميًا يتسم بالوسطية والاعتدال، وتحرص على تقديم الطرح العلمي بعيدًا عن التشنج والانحرافات الفكرية. كما تستند في رؤيتها إلى مبادئ الشريعة الإسلامية ومنهج السلف الصالح، مع التأكيد على مكانة الصحابة وأئمة الإسلام ودورهم في نقل العلوم وتأسيس المعالم الشرعية.

## مجالات النشر
تركز الدار على نشر الكتب التي ترتبط بالمصادر التشريعية، وتولي اهتمامًا خاصًا بإحياء التراث الإسلامي في مجالات الحديث، الفقه، العقيدة، والأدب العربي. وتعتمد على الجمع بين الدقة العلمية في التحقيق، واستخدام الوسائل الحديثة في الطباعة والإخراج الفني.

## التحقيق والمنهج العلمي
تسعى الدار إلى تتبع المخطوطات الأصلية للمؤلفات التي تنشرها، والعمل على تحقيقها تحقيقًا علميًا موثقًا يمكن الاعتماد عليه، ويوافق المعايير الأكاديمية. وتبدأ العملية بالحصول على أصول موثوقة، ثم تمر بمرحلة التحقيق العلمي، لضمان جودة النصوص ودقتها.

## المكانة والانتشار
شاركت الدار في العديد من المعارض العربية والدولية، ونالت خلالها شهادات شكر وتقدير من الجهات المنظمة، ما يعكس حضورها الفاعل في مجال النشر العربي.

## العضويات
- عضو في إدارة جمعية الناشرين السعوديين
- عضو في الاتحاد العام للناشرين العرب
- عضو في نقابة الناشرين في لبنان